# 札幌市立手稲中央小学校
札幌市立手稲中央小学校（さっぽろしりつていねちゅうおうしょうがっこう）は、北海道札幌市手稲区手稲本町にある公立小学校。手稲地区で最も歴史の古い小学校で、現在の手稲区にある小学校のうち、札幌市立西宮の沢小学校を除く全ての小学校の母体校になっている。135年を超える歴史の中で、卒業生総数は10,000名を超える。

## 所在地
- 札幌市手稲区手稲本町3条2丁目6-1

## 沿革
昭和50年代には児童数が1,500名を超えるマンモス校だった。その後近隣の新設校への生徒の移動と少子化の影響により児童数は750名程度となっている。
- 1884年（明治17年）11月 - 下手稲村に下手稲小学校として開校する。
- 1895年（明治28年）3月 - 下手稲尋常小学校となる。
- 1910年（明治43年）4月 - 下手稲尋常高等小学校となる。
- 1929年（昭和4年）12月 - 軽川尋常小学校となる。
- 1941年（昭和16年）4月 - 軽川国民学校となる。
- 1947年（昭和22年）4月 - 手稲村立軽川小学校となる。
- 1952年（昭和27年）10月 - 手稲町立手稲中央小学校となる。
- 1967年（昭和42年）3月 - 手稲町と札幌市が合併し、札幌市立手稲中央小学校となる。
- 1984年（昭和59年）11月 - 開校100周年記念式典を行う。
- 2004年（平成16年）11月 - 開校120周年記念式典を行う。
- 2014年（平成26年）11月21日 - 開校130周年記念式典を行う。手稲区ふるさと大使伊藤多喜雄来校。

## 著名な出身者
- 一ノ宮修 - 工学博士、北海道工業大学教授。